# Герсбах
Герсбах (њем. Görsbach) општина је у њемачкој савезној држави Тирингија. Једно је од 32 општинска средишта округа Нордхаузен. Према процјени из 2010. у општини је живјело 1.117 становника. Посједује регионалну шифру (AGS) 16062008.

## Географски и демографски подаци
Герсбах се налази у савезној држави Тирингија у округу Нордхаузен. Општина се налази на надморској висини од 154 метра. Површина општине износи 9,0 km². У самом мјесту је, према процјени из 2010. године, живјело 1.117 становника. Просјечна густина становништва износи 123 становника/km².

## Међународна сарадња
| Мјесто            | Држава   | Врста сарадње | Од    |
| ----------------- | -------- | ------------- | ----- |
| Балатонмаријафирд | Мађарска | партнерство   | 2004. |
|                   | Пољска   | партнерство   | 1984. |
| Извор             |          |               |       |